# Rasqueta
|  | Aquest article tracta sobre l'eina plana i llisa. Si cerqueu l'eina per netejar cavalls, vegeu «estríjol». |

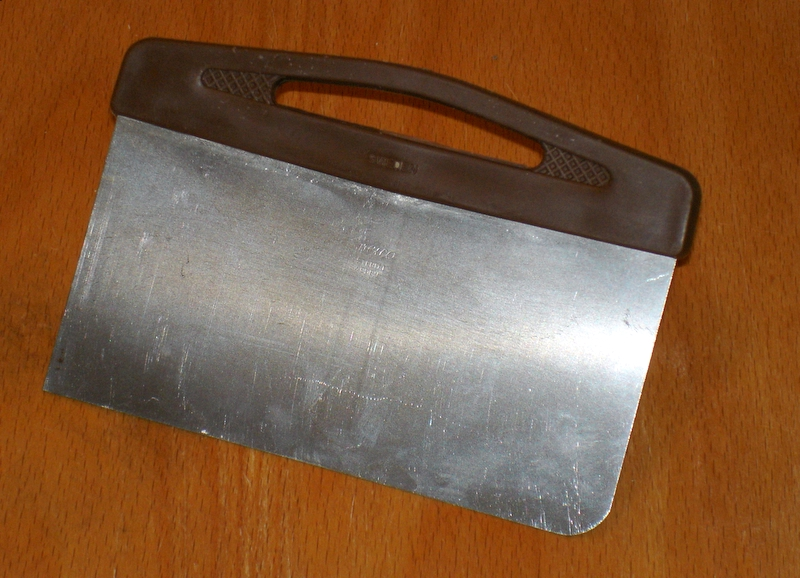
Rasqueta de forner.

Una rasqueta és una eina en forma de planxa metàl·lica amb els cantells afilats amb un mànec de fusta. Té una estructura i funció similar a una espàtula amb la diferència de tenir la base de fulla més ampla. La rasqueta s'utilitza per retirar taques, brutícia o restes mitjançant el lliscament de la planxa sobre la superfície en què es troben i exercint una pressió lateral sobre el pegot per eliminar-lo. La seva senzillesa de maneig i gran utilitat fa que siguin moltes les professions o gremis que les compten entre les seves eines habituals. Tal és el cas de pintors, guixaires, lampistes, o fins i tot forners. Els pintors i guixaires les utilitzen per eliminar els desbordaments de material que cauen sobre els marcs de portes o finestres, sòcol sobre el mateix sòl. Els paletes, per retirar l'excés de lletada de les rajoles o les restes de ciment del lluït. Els forners, per manejar la massa abans d'enfornar-tallant, separant-la de la taula o traslladant. Els lampistes, per retirar l'òxid i brutícia de canonades i altres superfícies metàl·liques. A serigrafia, s'utilitza la rasqueta per empènyer la tinta a través del tamís per impregnar el suport al mateix temps que s'elimina la quantitat sobrant. Per a això, cal una afilada òptima d'aquesta. Una altra utilitat de la rasqueta és l'eliminació de gebre, insectes i brutícia adherida al parabrisa del cotxe. Per a això, existeixen models amb cants de plàstic per a no danyar la superfície del vidre. També s'utilitza per adjuntar pasta als objectes de fusta.